# Polenta di Bertinoro
Polenta is een plaats (frazione) in de Italiaanse gemeente Bertinoro.